# 1121-й учебный зенитный ракетный полк
1121-й учебный зенитный ракетный полк (укр. 1121-й навчальний зенітний ракетний полк) — учебный полк Сухопутных войск Вооружённых сил Украины (В/Ч А3435). Входит в состав 169-го учебного центра Сухопутных войск Вооружённых сил Украины.

## История
Воинская часть была создана в городе Золотоноша Черкасской области как 717-й зенитный артиллерийский дивизион 1261-го артиллерийского полка 18-й гвардейской механизированной Корсунь-Дунайской ордена Суворова дивизии 20-го стрелкового корпуса Киевского военного округа, 20 июля 1950 года он был переформирован в 2502-й зенитный артиллерийский полк малой зенитной артиллерии.
10 августа 1950 года вышла директива начальника Генерального штаба Вооружённых Сил СССР о вручении части боевого знамени — этот день считается днём рождения полка. Далее часть была передислоцирована в город Смела Киевской области.
4 марта 1955 года полк был переименован в 1068-й зенитный артиллерийский полк. 1 сентября 1955 года полк был переформирован в 622-й отдельный зенитный артиллерийский дивизион. 30 марта 1957 года дивизион перешёл в состав 112-й гвардейской Звенигородской Краснознамённой ордена Суворова II степени мотострелковой дивизии.
В 1959 году дивизион был передислоцирован в район деревни Выползов. 5 августа 1960 года дивизион был переформирован в учебную часть.
11 июля 1979 года дивизион был переформирован в 1121-й учебный зенитный артиллерийский полк. 4 февраля 2000 года полк был переформирован в 1121-й учебный зенитный ракетный полк. За высокие показатели в боевой подготовке 1121-й НЗРП 11 декабря 1991 года был награждён Военным советом Киевского военного округа переходящим Красным знаменем.
30 октября 2007 года 1121 учебный зенитный ракетный полк переформирован в 1121 отдельный учебный зенитный ракетный дивизион. 7 августа 2013 года Боевое знамя части было передано на хранение в Национальный военно-исторический музей Украины в Киеве.
С 31 мая 2015 года дивизион переформирован в 1121-й отдельный учебный зенитный ракетно-артиллерийский полк.

## Символика
Нарукавная эмблема полка представляет собой щит, разделённый крестом на четыре поля. Щит нарукавной эмблемы дивизиона — чёрного цвета. В центре щита изображена раскрытая книга серебряного (белого) цвета на фоне натянутого лука серебряного (белого) цвета со стрелой золотого (жёлтого) цвета и скрещённых ракеты и пушечного ствола золотого (жёлтого) цвета.
Лук со стрелой, пушечный ствол и ракета свидетельствуют о принадлежности дивизиона к зенитным ракетным войскам, а его основная задача — подготовка младших специалистов для этого рода войск. Раскрытая книга символизирует обучение. На ленте в нижней части щита девиз части: укр. «Прикриємо надійно»» рус. «Прикроем надёжно».